# Макмърдо (залив)
Заливът Макмърдо (на английски: McMurdo Sound) е залив (проток) в югозападната част на море Рос, част от акваторията на тихоокеанския сектор на Южния океан, край бреговете на Източна Антарктида, Земя Виктория, Бряг Скот. Простира се на 55 km между остров Рос на изток, Брега Скот на запад и шелфовият ледник Макмърдо (крайната северозападна част на големия шелфов ледник Рос) на юг, като в действителност представлява проток, отделящ остров Рос от континента. Вдава се в континента на около 55 km. На запад, на Брега Скот се издига планината Роял Сосиети (връх Листър 4025 m), а на изток, на остров Рос – действащият вулкан Еребус (3794 m). От запад в него се „влива“ големия долинен ледник Ферар.
Заливът е открит на 27 януари 1841 г., а след това първично изследван от участниците в британската антарктическа експедиция (1839 – 42), възглавявана от видния полярен изследовател Джеймс Кларк Рос и е наименуван в чест на лейтенант Арчибалд Макмърдо старши офицер на експедиционния кораб „Еребус“. На югоизточния бряг на залива е разположена американската антарктическа станция (най-голяма в Антарктика) „Макмърдо“ и бившата база на Робърт Скот, сега новозеландска антарктическа станция „Скот Бейс“.